# Харальд Золотая Борода
Харальд Золотая Борода (норв. Harald Gullskjegg) — полулегендарный норвежский конунг, живший в IX веке и упомянутый в «Круге Земном».
Согласно «Саге о Хальвдане Чёрном», Харальд правил в Согне.  Он был женат на Сольвейг, дочери Хундольфа, ярла Гаулара, и сестре Атли Тощего. В этом браке родилась дочь Рагнхильд, ставшая женой конунга Вестфольда Хальвдана Чёрного. Будучи стариком, Харальд вызвал к себе единственного внука, тоже Харальда, и передал ему власть, а вскоре после этого умер. В течение нескольких месяцев после этого умерли и Рагнхильд, и Харальд-младший, так что род конунгов Согна угас.